# Vayu

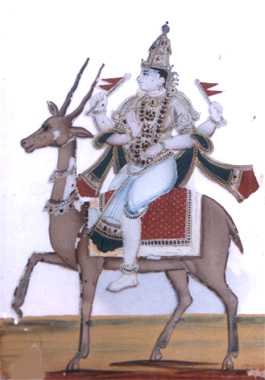
Vayu ridande på en hjort.

Vāyu (avestiska: Vāyu; Sanskrit: वायु, Vāyu ("Vind"); malajiska: Bayu; thailändska: Phra Pai) var en vindgud i indoiransk, tidig iransk och tidig indisk mytologi. 

## Vāyu i Iran
I Iran förekommer Vāyu i de äldsta hymnerna i Avesta, de så kallade yashterna. Vinden har både en god och en ond sida. Även i de medelpersiska pahlavi-böckerna görs en mycket tydlig skillnad mellan den gode Vāyu (Wāy ī weh) och den onde Vāyu (Wāy ī wattar). 

## Vāyu i Indien
I Indien var han Bhimas far och Hanumans andlige far. Han förekommer också under namnen Vāta (वात, "Vind"), Pavana (पवन, "Renaren"), och ibland Prāna (प्राण, "Andedräkt").
Om Vāyu berättas det att han hade ett hetsigt temperament. Bl.a. ska han ha angripit berget Meru i ett vredesutbrott och slängt dess topp i havet. Resultatet blev ön Sri Lanka. I Rigveda förekommer han ofta tillsammans med Indra eller som Vāta med regnguden Parjanya. Han skildras som den som far fram, snabb som tanken, på sin strålande vagn med röda fuxar, på ett gyllene säte med Indra vid sin sida. Endast få hymner i "Rigveda" är ägnade Vāyu, och han verkar ha spelat en jämförelsevis mindre framträdande roll. 